# Beerberggrotte
Die Beerberggrotte ist eine Kluft- und Spaltenhöhle in Thüringen. Sie liegt etwa drei Kilometer nördlich der Stadtmitte von Brotterode und 1,5 Kilometer (Luftlinie) westlich vom Gipfel des Großen Inselsbergs am Westhang des Oberen Beerbergs in den Felsen des Beerbergsteines. Kaum 50 Meter von der Höhle entfernt verläuft der Rennsteig, dort macht ein Hinweisschild auf die Höhle aufmerksam.

## Beschreibung
Mitglieder der Ortsgruppe Wutha-Farnroda des Thüringer Höhlenvereins e. V. haben die Höhle im Sommer 1990 begangen und vermessen.
Die Höhle ist eine Klufthöhle im Rotliegenden-Porphyr. Im Eingangsbereich wurde ein Mundloch von sechs Meter Breite gemessen. Die Firsthöhe beträgt lediglich 1,4 Meter. In unmittelbarer Nähe des Mundloches wurden zwei Kluftrichtungen registriert. Diese Klüfte mit dem Streichen von 333° (Fallen 82°) und 318° (Fallen 40°) sind nach Ansicht der Höhlenforscher Hauptursache für die Entstehung dieser Höhle.
Die dokumentierte Gesamtlänge der Höhle beträgt neun Meter. Die Höhle ist jedoch bereits etwa vier Meter vom Mundloch mit natürlichem Verbruch gefüllt und im hinteren Teil unzugänglich, die Höhlenforscher fanden zwei Kriechgänge, die sich am östlichen und westlichen Rand der Höhle jeweils noch etwa 4 Meter in die Tiefe verfolgen lassen.
Die Höhle ist zeitweise sehr feucht, daher stammt wohl ihre volkstümliche Benennung als Grotte. Im linken hinteren Teil fand sich bei der Vermessung eine kleine Pfütze.
Im vorderen, stets zugänglichen Teil sollen nach örtlicher Überlieferung Venediger gelagert haben. Der Name des östlich benachbarten Venetianersteins deutet ebenfalls daraufhin. Einer Sage zufolge soll hier ein Steinbacher Schmied namens Simon zufällig beobachtet haben, wie die Venetianer Gold aus dem Berg holten.
Eine unscheinbare Abraumhalde dicht unterhalb des Mundloches im Abhang wird als Beleg für einen spätmittelalterlichen Bergbauversuch gedeutet.
Die bekannte, auffällige Höhle diente als Unterschlupf und Notquartier von Schmugglern, Waldarbeitern und Wanderern.
Der Besuch der Beerberggrotte ist ohne Hilfsmittel möglich.